# Aspidostemon glandulosus
Aspidostemon glandulosus là loài thực vật có hoa trong họ Nguyệt quế. Loài này được Jens Gunter Rohwer miêu tả khoa học đầu tiên năm 1987.